# Monetazione della Repubblica Romana (1849)
La monetazione della Repubblica Romana riguarda le monete emesse dalla Repubblica Romana del 1849. 

## Quadro generale
Il 15 novembre 1848 ci fu l'omicidio del ministro pontificio Pellegrino Rossi, mentre si recava al Palazzo della Cancelleria per la riapertura del Parlamento. Fu accoltellato.
Pio IX decise quindi di abbandonare Roma e nella notte del 24 novembre 1848, con l'aiuto di Teresa Girau, moglie dell'ambasciatore bavarese, il conte Spaur, partì vestito da semplice sacerdote e si recò a Gaeta, che all'epoca faceva parte del Regno delle Due Sicilie.
Roma rimase senza un governo e la giunta provvisoria, che ne avea preso il posto, il 26 dicembre sciolse le due Camere e il 29 dicembre convocò i comizi, indicendo le elezioni per il 21-22 gennaio 1849 a suffragio diretto e universale. La nuova assemblea nella seduta dell'8-9 febbraio 1849 all'una di notte approvò il decreto di fondazione della Repubblica Romana con 118 voti favorevoli, 8 contrari e 12 astenuti.
Tra i molti problemi che si trovò ad affrontare il nuovo stato ci fu quelli di dare corso a una monetazione propria.

## Monete
Furono attive, oltre a quella di Roma, le zecche di Ancona e Bologna.

### Roma
A Roma furono battute monete da 1/2, 1, 3, 4, 8, 16 e 40 baiocchi. I pezzi da 4 baiocchi e di valori superiori erano in mistura. Le altre monete erano in rame. 
Le monete recavano al dritto un'aquila ad ali spiegate, capo volto a sinistra, posta sopra un fascio orizzontale, il tutto entro una corona di quercia. Intorno la legenda <rosetta> DIO E POPOLO. In esergo il marchio di zecca R., per Roma. Sulla sinistra, piccolo, N.C. le iniziali dell'incisore, Nicolò Cerbara.
Al rovescio c'era il valore, espresso con il numero, scritto su due righe. Sotto una linea. Intorno REPUBBLICA ROMANA e in basso la data tra due stellette a sei punte.
La moneta da tre baiocchi è nota in due varianti del rovescio: in una variante il valore è scritto 3 BAIOCCHI e nell'altra è scritto  ᶾ BAIOCCHI.

### Bologna
Per la zecca di Bologna sono note solo le monete da 4 baiocchi, in mistura e da 3 baiocchi in rame. I tipi sono gli stessi della zecca romana ad eccezione del marchio di zecca che in questo caso è B.

### Ancona
Ad Ancona non esisteva una zecca e quindi le monete emesse, in rame, erano prodotte tramite fusione.